# Зверский джаз
«Зверский джаз» — дебютный DVD группы Animal ДжаZ, представленный в феврале 2007 года. Диск представляет собой фильм о группе и сделан на основе материалов последних двух лет. Здесь и сольные концерты группы в Питере и Москве, и фестивальные выступления, и закадровые съемки с телеэфиров. Основа фильма — концерт 9 июня 2006 года в питерском Редклубе. Всего на диск вошло более 20 песен из этого и других выступлений. Особенностью DVD является то, что он сделан как фильм-рассказ.
Куски интервью, специально взятых для DVD чередуются с концертными сетами. Изображение дополнено съемками в студии ДДТ во время записи альбома «Шаг Вдох», а также кадрами из репетиционного процесса. Также музыканты раскрывают свою «кухню» и показывают как придумывались классические хиты группы, такие как «Стереолюбовь», «Никому» и др. Кроме того на диске содержится несколько бонусов.

## Список композиций
1. Intro
2. Шаг Вдох
3. Двое
4. Листопад
5. Игра Без Правил
6. Стереолюбовь
7. Никому
8. Ангел
9. Пуля В Небе
10. Nirvana
11. 15
12. Можешь Лететь
13. Три Полоски
14. Toxic
15. Fuel
16. Уходишь
17. Иуда
18. Листай Эфир
19. Как Люди
20. Поздно